# Gillis Bildt
Didrik Anders Gillis Bildt, född 16 oktober 1820 i Göteborg, död 22 oktober 1894 i Stockholm, var en svensk friherre, generallöjtnant, riksmarskalk, riksdagsman 1847–1874 (från 1867 Första kammaren) och 1887–1894 (Första kammaren) samt Sveriges statsminister 1888–1889. Han var farfars farfar till statsministern, senare utrikesministern Carl Bildt.

## Bakgrund
Gillis Bildt föddes 1820 i Göteborg, men kyrkobokfördes i hovförsamlingen i Stockholm, som son till överstelöjtnant Daniel Fredrik Bildt (1792–1827) och Christina Elisabeth, född Fröding. Bildt hade två syskon. Han tillhörde den uradliga ätten Bildt,  som var av delvis dansk härkomst.

## Karriär
Bildt blev officer 1837, informationsofficer vid Krigsakademien 1847–1854, kapten i armén 1852, major vid artilleriet 1854, överstelöjtnant 1856, Svea artilleriregemente och överste 1857 och generalmajor 1859. Mellan 1858 och 1862 var Bildt militärbefälhavare på Gotland och chef Gotlands nationalbeväring. Han blev adjutant hos Oscar I 1851, och hos Karl XV 1859. På Riddarhuset räknades han till de konservativa så kallade junkrarna, men förordade 1865 års representationsreform. Han var landshövding på Gotland 1858–1862, överståthållare 1862–1874, svensk minister i Berlin 1874–1886 och riksmarskalk hos Oscar II från 1886. Han blev upphöjd till friherre 1864.
När han invaldes i första kammaren av protektionisterna i Stockholms stadsfullmäktige 1887 var det mot Oscar II:s vilja. Kungen ville inte att Bildt, som nära vän till kungafamiljen, skulle engagera sig i ett parti som bekämpade regeringspolitiken och han fick löfte av Bildt att denne inte skulle ansluta sig till något parti. Bildt deltog dock i möten med första kammarens tullvänliga grupp.
Som riksdagsman var han allmänt konservativ – i tullfrågan moderat protektionist. I den egenskapen kallade kungen honom som statsminister den 6 februari 1888, sedan ärkebiskop Sundberg avböjt. Kungen ville slippa ett parlamentariskt prejudikat, som med tanke på riksdagens sammansättning innebar direkt skifte från frihandel till protektionism. Därför föredrog kungen en mjuk övergång från Louis De Geers liberala och frihandelsvänliga politik till den nya tidens krav på protektionism, tullar och nationalism. Bildts regering kom att till hälften bestå av tullvänner och till hälften av frihandlare från Themptanders ministär.
Bildt var till åren kommen och hans långa utlandsvistelse gjorde att han inte var ordentligt insatt i aktuella förhållanden. Sedan han insett svårigheterna att förverkliga regeringsdeklarationens ambition om "försoning och samhällsfrid" avgick han den 12 oktober 1889.

## Adelskap
Gillis Bildt upphöjdes till friherre 1864 och kom därmed att kallas i 21 år för "Sveriges siste baron", ända till 1885, när Oscar Dickson upphöjdes till friherre.

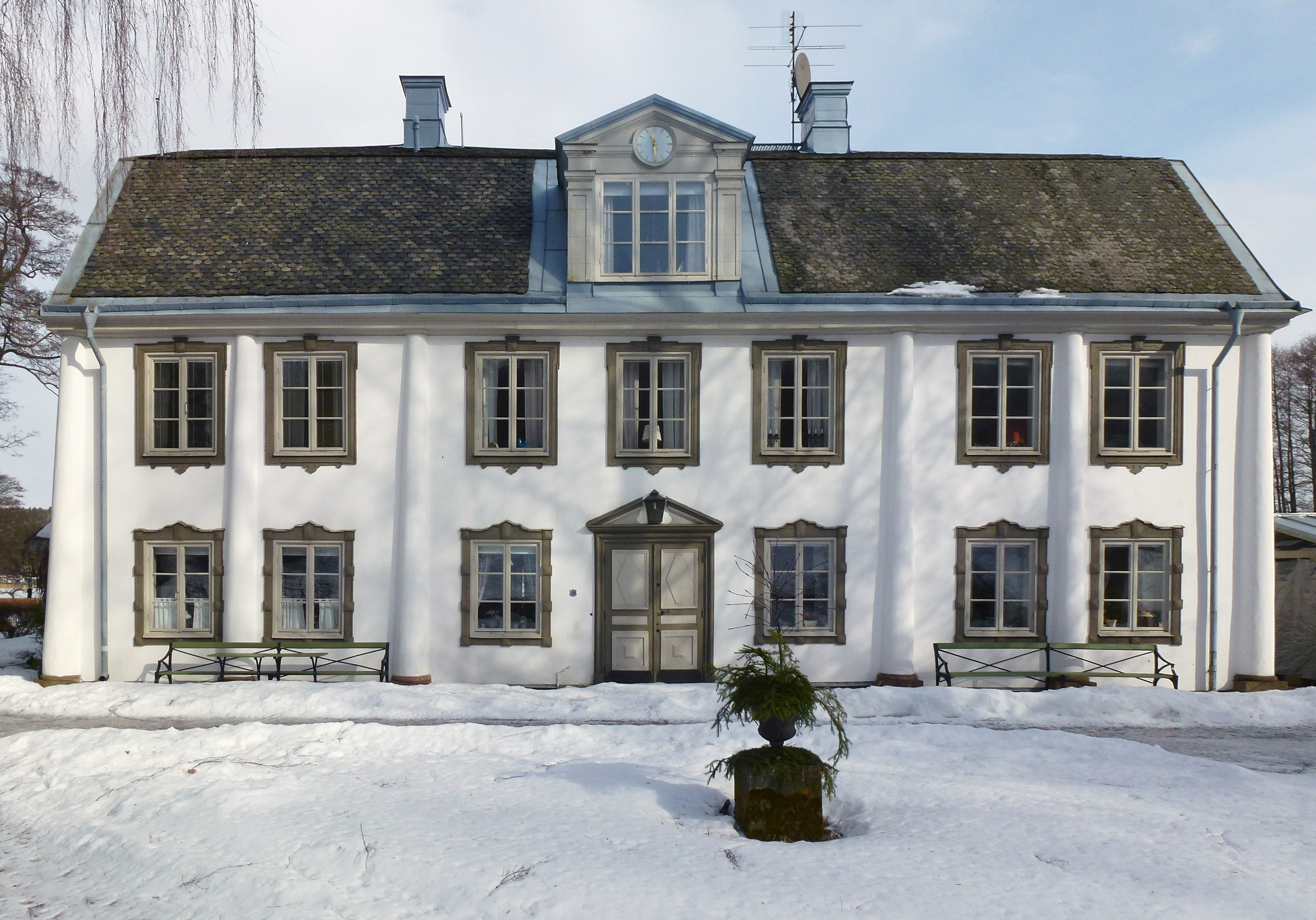
Lina gård i Västertälje socken ägdes av Gillis Bildt och arvingar mellan 1861 och 1905.

## Familj
Bildt gifte sig 16 mars 1848 i Stockholm med Rose Lucie Dufva – dotter till kammarrådet Nils Dufva och Adelaide, född Hall – med vilken han fick tre barn: Adèle Elisabeth, Carl Nils Daniel och Knut Gillis.

## Död

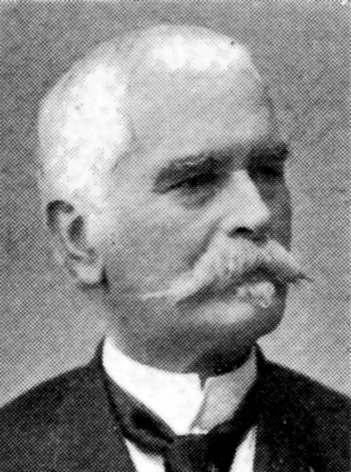
Gillis Bildt på äldre dagar.

Bildt avled den 22 oktober 1894 i hovförsamlingen i Stockholm och begravdes på Solna kyrkogård.

## Utmärkelser

### Svenska utmärkelser
- Riddare och kommendör av Kungl. Maj:ts orden (Serafimerorden), 12 maj 1873.[9]
- Kommendör med stora korset av Svärdsorden, 27 maj 1872.[10]
- Kommendör av Svärdsorden, 3 maj 1861.[11]
- Kommendör med stora korset av Nordstjärneorden, 3 juli 1866.[12]

### Utländska utmärkelser
- Riddare av Badiska Husorden Fidelitas, tidigast 1881 och senast 1894.[13][14]
- Storkorset av Danska Dannebrogorden, senast 1864.[15]
- Riddare av storkorset av Italienska Sankt Mauritius- och Lazarusorden, senast 1864.[15]
- Storkorset av Norska Sankt Olavs orden, 5 november 1864.[16]
- Riddare av Preussiska Svarta örns orden, tidigast 1881 och senast 1894.[13][14]
- Riddare av första klassen av Preussiska Kronorden med Preussiska Röda örns ordens emaljband, tidigast 1872 och senast 1876.[12][17]
- Riddare av första klassen av Preussiska Röda örns orden, tidigast 1866 och senast 1868.[18][19]
- Storkorset av Sachsen-Weimarska Vita falkens orden, tidigast 1877 och senast 1881.[13][20]
- Första klassen av Osmanska rikets Meschidie-orden, tidigast 1868 och senast 1872.[12][19]
- Storofficer av Franska Hederslegionen, senast 1864.[15]
- Kommendör av andra klassen av Nassauska Adolf av Nassaus civil- och militärförtjänstorden, senast 1864.[15]